# Octombrie 2002
Acest articol este generat integral pe baza informațiilor din articolul 2002 și este actualizat periodic de un robot.
 Editările făcute în articol vor fi șterse la următoarea actualizare! Dacă doriți să faceți modificări, editați articolul-sursă.

ianuarie -
februarie -
martie -
aprilie -
mai -
iunie -
iulie -
august -
septembrie -
octombrie -
noiembrie -
decembrie
Octombrie 2002 a fost a zecea lună a anului și a început într-o zi de marți.

## Evenimente

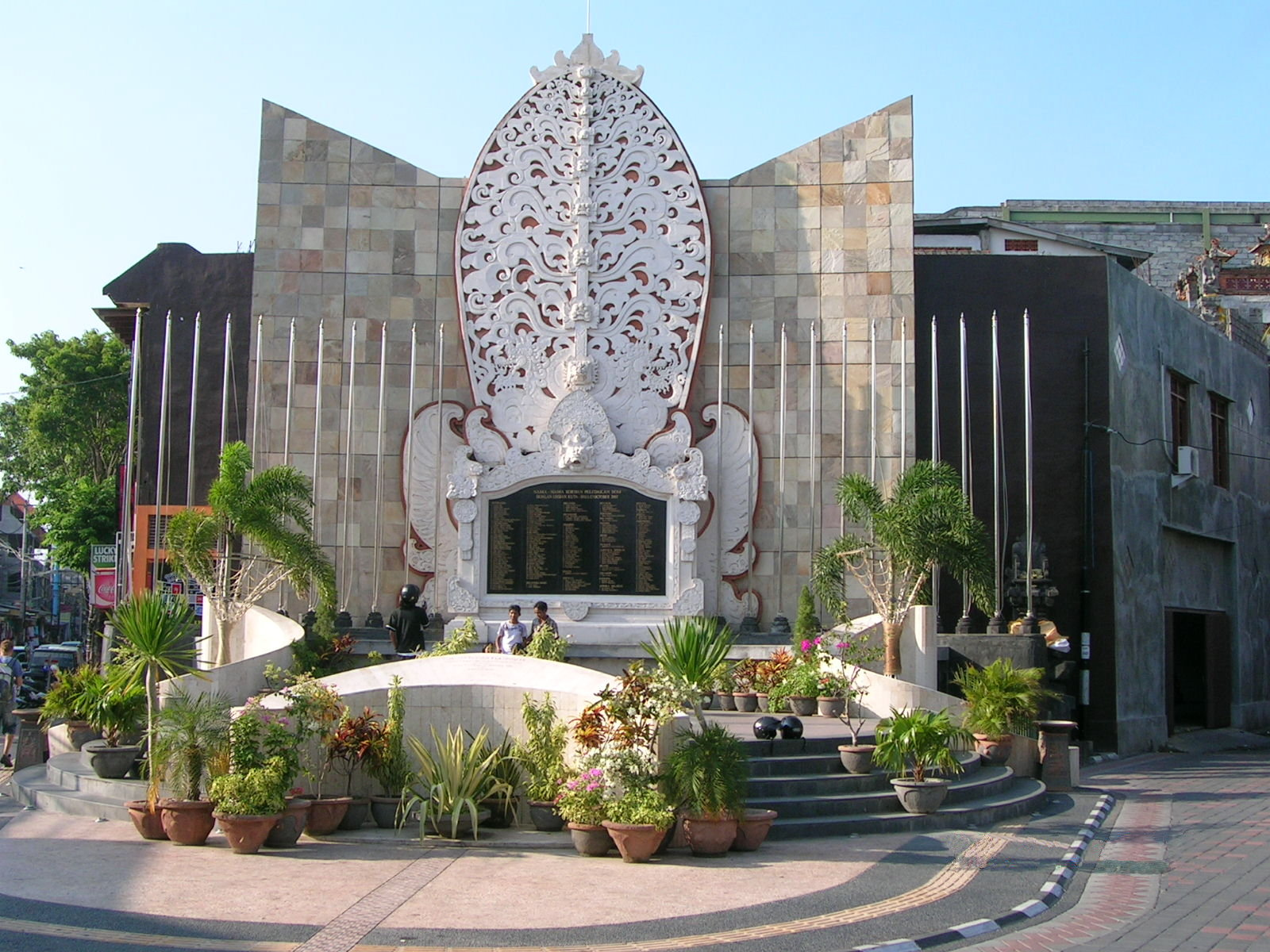
Memorialul dedicat victimelor Atentatului de la Bali

- 12 octombrie: Esplanade - Theatres on the Bay, un centru pentru desfășurările culturale și artistice care a fost inaugurat în Singapore.
- 23 octombrie: Rebelii ceceni au ocupat un teatru din centrul Moscovei luând aproximativ 700 de ostatici.

## Nașteri

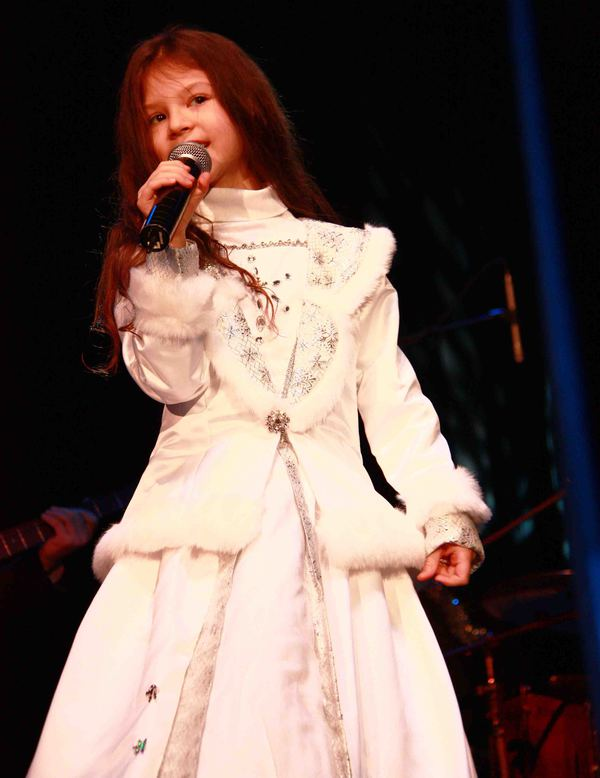
Cleopatra Stratan

- 6 octombrie: Cleopatra Stratan, cântăreață și actriță română, născută în Republica Moldova
- 8 octombrie: Zheng Qinwen, jucătoare de tenis chineză
- 10 octombrie: Thomas Kuc, actor brazilian
- 12 octombrie: Nicholas David Ionel, jucător român de tenis
- 31 octombrie: Ansu Fati, fotbalist guineobissauan

## Decese
- 1 octombrie: Ilie Ceaușescu, 76 ani, general român, fratele lui Nicolae Ceaușescu (n. 1926)
- 2 octombrie: Tiberiu Olah, 74 ani, compozitor, profesor și muzicolog român (n. 1928)
- 4 octombrie: Gwen Araujo (Gwen Amber Rose Araujo), 17 ani, adolescentă americană (n. 1985)
- 4 octombrie: André Baron Delvaux, 76 ani, regizor de film, belgian (n. 1926)
- 7 octombrie: Vasile Gheorghe (aka Gigi Kent), 51 ani, om de afaceri român (n. 1951)
- 11 octombrie: Friedrich Halmen, 90 ani, handbalist român de etnie germană (n. 1912)
- 16 octombrie: Ileana Berlogea, 70 ani, istoric, profesor și critic de teatru, român (n. 1931)
- 18 octombrie: Iancu Fischer, 78 ani, filolog român de etnie evreiască (n. 1923)
- 20 octombrie: Constantin Andreescu, 92 ani, deputat român (1990-1992), (n. 1910)
- 21 octombrie: Bernardino Pérez Elizarán (aka Pasieguito), 77 ani, fotbalist și antrenor spaniol (n. 1925)
- 23 octombrie: Alexandra Picunov, 73 ani, sculptoriță din Republica Moldova (n. 1928)
- 24 octombrie: Hernán Gaviria, 32 ani, fotbalist columbian (n. 1969)
- 25 octombrie: René Thom, 79 ani, matematician și epistemolog francez (n. 1923)
- 25 octombrie: Richard Harris (Richard St. John Harris), 72 ani, actor irlandez (n. 1930)
- 26 octombrie: Karl Siegfried Unseld, 78 ani, editor german și director al Suhrkamp Verlag (n. 1924)
- 27 octombrie: Sesto Pals, 89 ani, poet suprarealist român (n. 1913)
- 29 octombrie: Marina Berti, 78 ani, actriță italiană (n. 1924)
- 31 octombrie: Raf Vallone, 86 ani, actor italian (n. 1916)